# Кобер Олександр Павлович
Шура Кобер (нар. 5 листопада 1926, Миколаїв, УРСР — пом. 5 грудня 1942, Миколаїв, УРСР) — піонер, учасник антинімецького підпілля «Миколаївський центр» в Миколаєві в роки німецько-радянської війни.

## Подвиг
Шура Кобер народився 5 листопада 1926 року в Миколаєві в родині етнічних німців. Навчався в Миколаївській школі № 12 на Слобідці.
В роки німецької окупації — розвідник і зв'язковий в одній з радянських організацій Миколаївського підпільного центру. Разом з Шурою Кобером в підпільному центрі був уродженець Кременчука Вітя Хоменко, що перед війною з батьками переїхав до Миколаєва. Коли обірвалися зв'язки з Москвою — вийшов з ладу радіоприймач, хлопці отримали завдання перейти лінію фронту, щоб встановити зв'язок. З невеликою бамбуковою палицею, всередині якої знаходились секретні зашифровані документи, вони прямували до Москви маршрутом Миколаїв — Луганськ — Ростов — Лінія фронту.
В штабі партизанського руху в Москві вони доповіли обстановку і розповіли про те, що спостерігали на шляху від Миколаєва до Москви. В Москві закінчили короткотермінові курси для розвідників. Повернувшись до Миколаєва, привезли радянським підпільникам радіоприймач, зброю, вибухівку.
Були видані зрадником, що прокрався в організацію.
24 листопада 1942 року їх схопили гітлерівці. 5 грудня того ж року Шуру Кобера, Вітю Хоменка та інших підпільників повісили на Базарній площі Миколаєва.

## Нагороди

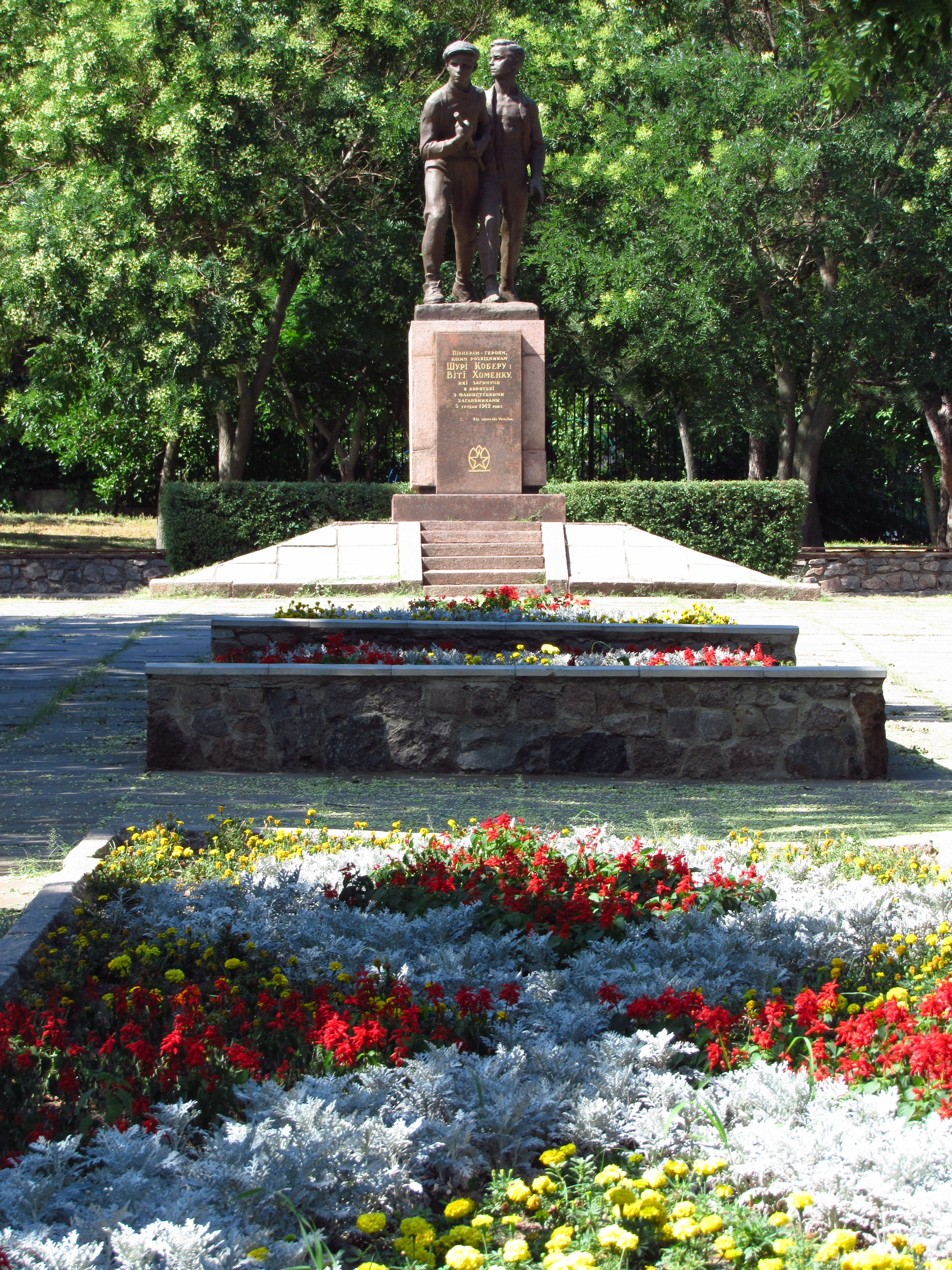
Пам'ятник Шурі Коберу та Віті Хоменку у сквері Юних героїв

Радянська влада посмертно нагородила Шуру Кобера орденом Вітчизняної війни І ступеня, медаллю «Партизанові Вітчизняної війни» І ступеня.

## Вшанування пам'яті

Пам'ятник Коберу та Хоменку біля миколаївського Некрополя, 2013

Ім'я Шури Кобера присвоєно 12 школам. У Миколаєві в пам'ятному сквері в 1959 році радянською владою встановлений пам'ятник юним комуністам, побудований на кошти, зібрані школярами України.
На гранітній плиті висічені слова:
Автори пам'ятника скульптори О. Князик, Т. Судьїна, Ю. Тягно. Іменами хлопців названа бібліотека в Миколаєві.
Інший пам'ятник Коберу і Хоменку встановлено біля миколаївського Некрополя.